# نایف الماس
نایف الماس (عربی: نايف موسى سعيد ألماس؛ زادهٔ ۱۸ ژانویهٔ ۲۰۰۰) بازیکن فوتبال اهل عربستان سعودی است.
از باشگاه‌هایی که در آن بازی کرده‌است می‌توان به باشگاه فوتبال الباطن و باشگاه فوتبال النصر عربستان سعودی اشاره کرد.
وی همچنین در تیم‌های ملی فوتبال زیر ۲۳ سال عربستان سعودی، و عربستان سعودی بازی کرده‌است.